# Fatlip
Fatlip is het pseudoniem van Derrick Stewart (Los Angeles, 1969), een rapper. Hij begon zijn carrière als lid van de hiphop-groep The Pharcyde.

## Biografie

### The Pharcyde
Als lid van The Pharcyde droeg Fatlip bij aan Bizarre Ride II the Pharcyde en het daaropvolgende album Labcabincalifornia. Nadat het album Labcabincalifornia was uitgebracht werd Fatlip uit de groep gezet omdat hij de ondersteunende tour verliet om aan zijn solocarrière te werken.

### Solocarrière
In 2005 bracht Fatlip zijn solodebuut genaamd The Loneliest Punk uit. Het bevat zijn single "What's Up Fatlip" (2000) die gebruikt werd in de soundtrack van Tony Hawk's American Wasteland en de soundtrack van de film Youth in Revolt.
Fatlip verscheen op MTV's Jackass met een filmpje waarin hij van een trapleuning af glijdt.

### Samenwerkingen
Fatlip had een gastoptreden in de clip van Get Back van Ludacris.
In 2007 werkte Fatlip samen met The Chemical Brothers aan het nummer "The Salmon Dance" voor hun album We Are the Night.
Ook werkte hij samen met The Wascals aan het nummer "Dream and Imaginate".
Fatlip heeft in 2008 samengewerkt met de Franse crew Jazz Liberatorz aan een album genaamd Clin D'Oeil. Hij staat op twee tracks "Easy My Mind" en "Genius At Work" met Tre Hardson, Omni en T Love.
Met Neon Neon maakte hij "Luxury Pool" voor het album Stainless Style (2008).

## Discografie
| Album informatie                                                                                    |
| --------------------------------------------------------------------------------------------------- |
| The Loneliest Punk - Uitgebracht: 1 november 2005 - Singles: "What's Up Fatlip?", "The Story of Us" |